# 網上學校行政及管理系統
網上學校行政及管理系統（簡稱網上校管系統；英語：Web-based School Administrative and Management Systems，WebSAMS）是香港的中、小學校所使用的校本管理系統，由原來的學校行政及管理系統發展而成。
學校行政及管理系統（簡稱校管系統；英語：School Administrative and Management Systems，SAMS）是於1994年由當時教育署所開放的，目的是配合當時教育署的電腦化發展，所以就提供相關應用程式給香港中學和小學所使用，例如有學校管理、學生資料及學生成績等。
最早期的SAMS系統採用FoxPro 2.5b開發，此系統未能完全配合各學校的特殊情況，而且只提供一台伺服器及4台工作站。因為平台改變，再將SAMS 以FoxPro 3.0 編碼，約2002年開始發展網上版校管系統WebSAMS，此系統是由一間商業軟件公司負責編寫有關程式，該公司是採用JSP配合當時最穩定的JSK1.3.1、JBoss2.4.8及Sybase的數據庫開發。至2006年全港中小學已全面使用WebSAMS。

## 外部連結
- 網上學校行政及管理系統 （页面存档备份，存于）
- 網上學校行政及管理系統：中央文件庫 （页面存档备份，存于）